# Minerva-Tonfilm
Die Minerva Tonfilm GmbH war eine deutsche Filmproduktionsgesellschaft der 1930er Jahre mit Sitz in Berlin.
Die nach der römischen Schutzgottheit des Gewerbes benannte Firma wurde im März 1934 von Fritz Langenscheidt, dem Konsul Hermann Menzer und Curt Prickler gegründet. Im Januar 1935 stieg Albert Eberhard Hübsch als weiterer Gesellschafter und Geschäftsführer in die Firma ein. Die ursprüngliche Firma wurde auf Druck der Reichsfilmkammer aufgelöst. Bei der Nachfolgefirma, der 'arisierten' Minerva Tonfilm GmbH (1937–1941), schied Konsul Hermann Menzer im Dezember 1937 aus. Durch Gesellschafterbeschluss vom 22. März 1939 wurde die Firma aufgelöst, die Löschung im Handelsregister erfolgte am 1. September 1941.
Die Firma, die keine eigenen Ateliers besaß und u. a. im Tobis-Atelier in Berlin-Johannisthal drehte, produzierte zwischen 1934 und 1939 fünfzehn Spielfilme unterschiedlichster Genres, darunter auch die Propagandafilme „Togger“ (1936/37) und „Alarm in Peking“ (1937). Als Aufnahmeleiter traten wiederholt Adolf Essek und Conny Carstennsen und als Produktionsleiter Curt Prickler in Erscheinung, die künstlerischen Produktionsstäbe hingegen wechselten häufig. Darsteller, die in Filmen der Minerva häufig eingesetzt wurden, waren Maria Krahn, Ursula Herking, Wera Schultz, Rudolf Essek, Max Gülstorff, Walter Werner und Paul Westermeier.

## Filmografie
- Der zerstreute Walzer. Eine musikalische Phantasie (Franz Osten, 1934; Kurz-Spielfilm)
- Charleys Tante (Robert A. Stemmle, 1934)
- Viktoria (Carl Hoffmann, 1935)
- Der mutige Seefahrer (Hans Deppe, 1935)
- Das Einmaleins der Liebe. Ein heiteres Spiel aus alter Zeit (Carl Hoffmann, 1935)
- Maria, die Magd (Veit Harlan, 1936)
- Susanne im Bade (Jürgen von Alten, 1936)
- Stärker als Paragraphen (Jürgen von Alten, 1936)
- Togger (Jürgen von Alten, 1936/37)
- Heimweh (Jürgen von Alten, 1937)
- Alarm in Peking (Herbert Selpin, 1937)
- Das Mädchen mit dem guten Ruf (Hans Schweikart, 1937/38)
- Scheidungsreise (Hans Deppe, 1938)
- Du und ich (Wolfgang Liebeneiner, 1938)
- Marguerite: 3 (Theo Lingen, 1939)